# Gergithus schaumi
Gergithus schaumi är en insektsart som först beskrevs av Stsl 1855.  Gergithus schaumi ingår i släktet Gergithus och familjen sköldstritar. Inga underarter finns listade i Catalogue of Life.